# Cicadidae
Le cicadidi (Cicadidae Westwood, 1840) sono una famiglia di insetti dell'ordine dei rincoti (sottordine omotteri, infraordine Cicadomorpha).
Appartengono a questa famiglia la maggior parte delle specie di insetti comunemente noti come cicale.

## Descrizione

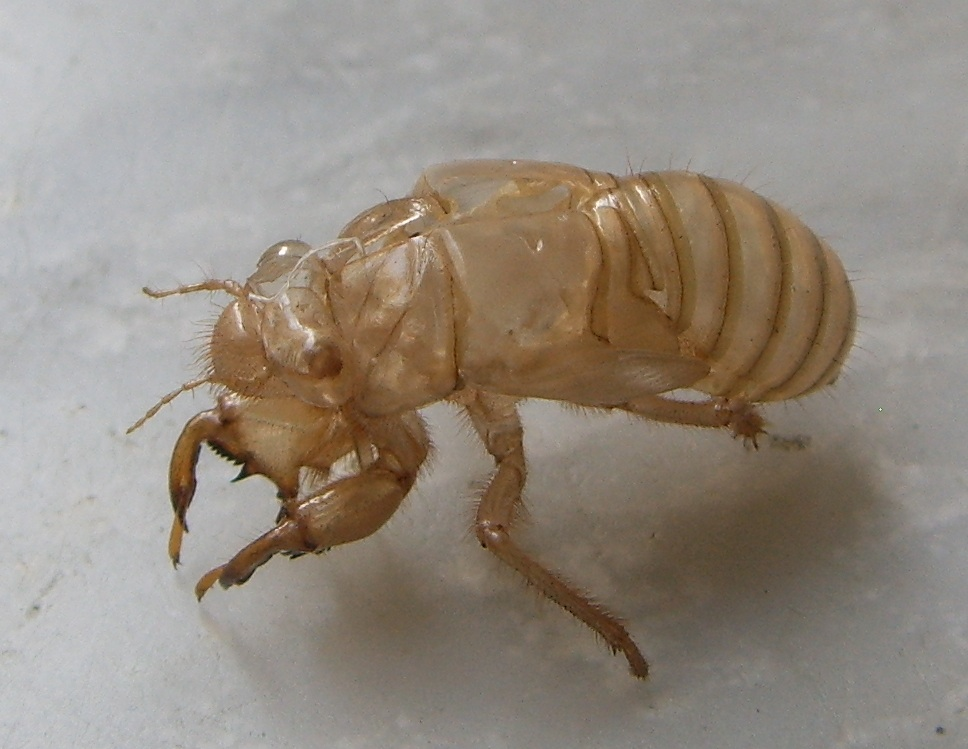
Esuvia (involucro ninfale) di una cicala

Sono di colore marrone scuro o verde e hanno una lunghezza variabile tra 2,3 e 5,6 cm.
 
I maschi portano sotto l'addome un organo stridulatore, mentre le femmine emettono un suono secco con le ali, simile allo schioccare delle dita (non facile da udire come nel maschio): esso permette al maschio di individuarle. "Frinire" è il verbo con cui si indica il suono caratteristico emesso dalle cicale.

L'apparato sonoro è costituito da lamine (timballi) tese da tendini che le collegano a muscoli, sui lati dell'addome; per produrre il suono l'insetto fa vibrare le lamine e camere d'aria provvedono alla risonanza. Non si tratta quindi di un suono prodotto da sfregamenti di parti del corpo.
Questo canto ha funzione di richiamo sessuale per le femmine; quando queste raggiungono il maschio, ha luogo il corteggiamento e poi l'accoppiamento che dura diversi minuti, durante i quali i due insetti rimangono attaccati. Dopo circa 24 ore la femmina depone le uova su ramoscelli o sterpi. Le larve, appena nate, danno inizio alla loro vita sotterranea o ipogea che può durare anche qualche anno (in una specie arriva a 17 anni). Giunti alla maturità, i giovani individui (già molto simili agli adulti, ma privi di ali, con due zampe anteriori adatte allo scavo del terreno) escono dal suolo e cercano un albero dove arrampicarsi ed effettuare la muta. Lasciano definitivamente l'involucro ninfale e, dopo qualche ora, sono pronte per il primo volo.
Dapprima verde-azzurro, dopo qualche ora l'insetto assume la livrea marrone definitiva.
La cicala si nutre della linfa degli alberi e a tal scopo possiede una proboscide; ha la testa tozza, con tre ocelli e due occhi composti, con vista eccellente.
I predatori della cicala sono prevalentemente gli uccelli; nella vita ipogea le talpe. 

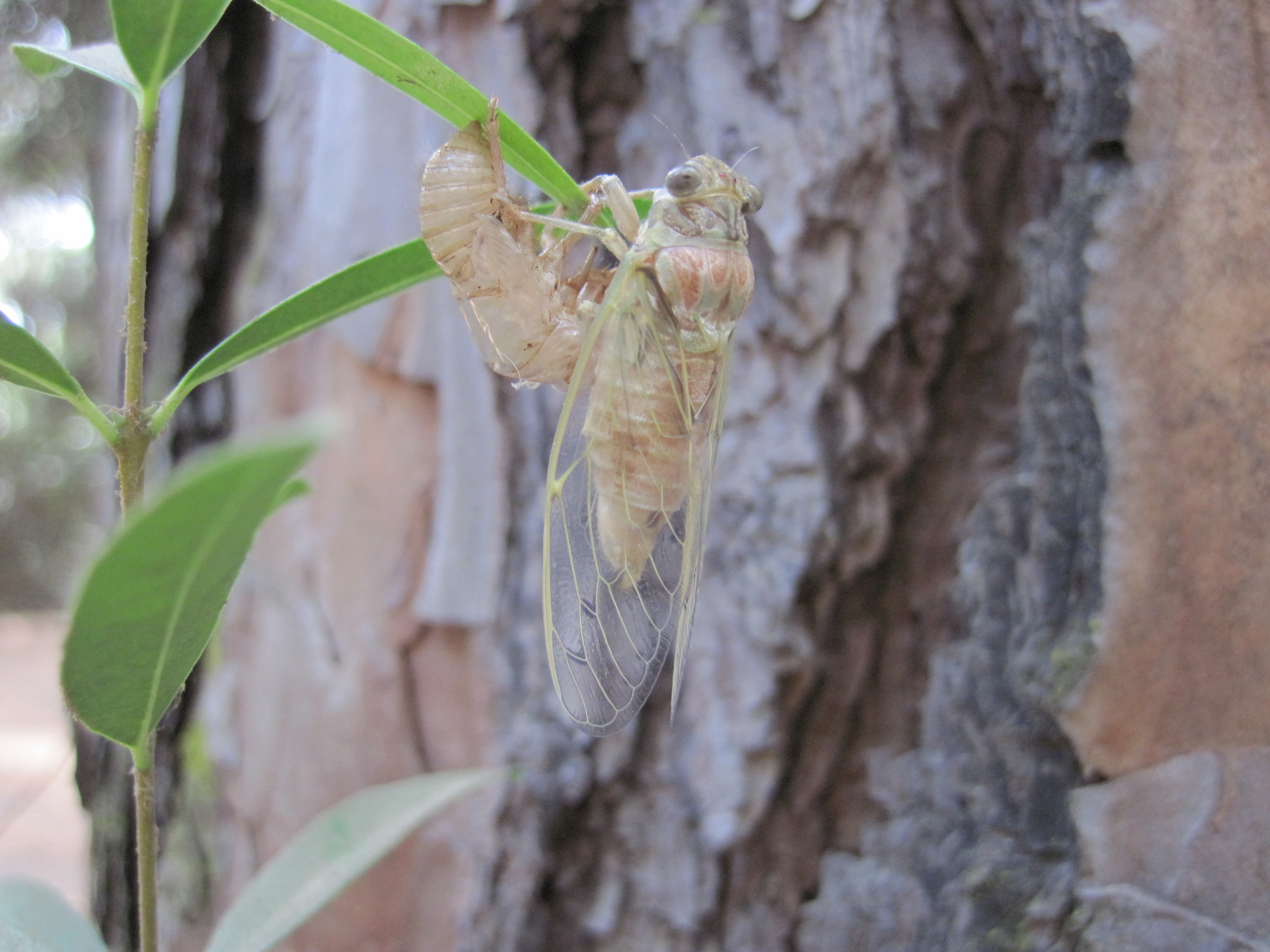
Cicala appena uscita dall'involucro ninfale.
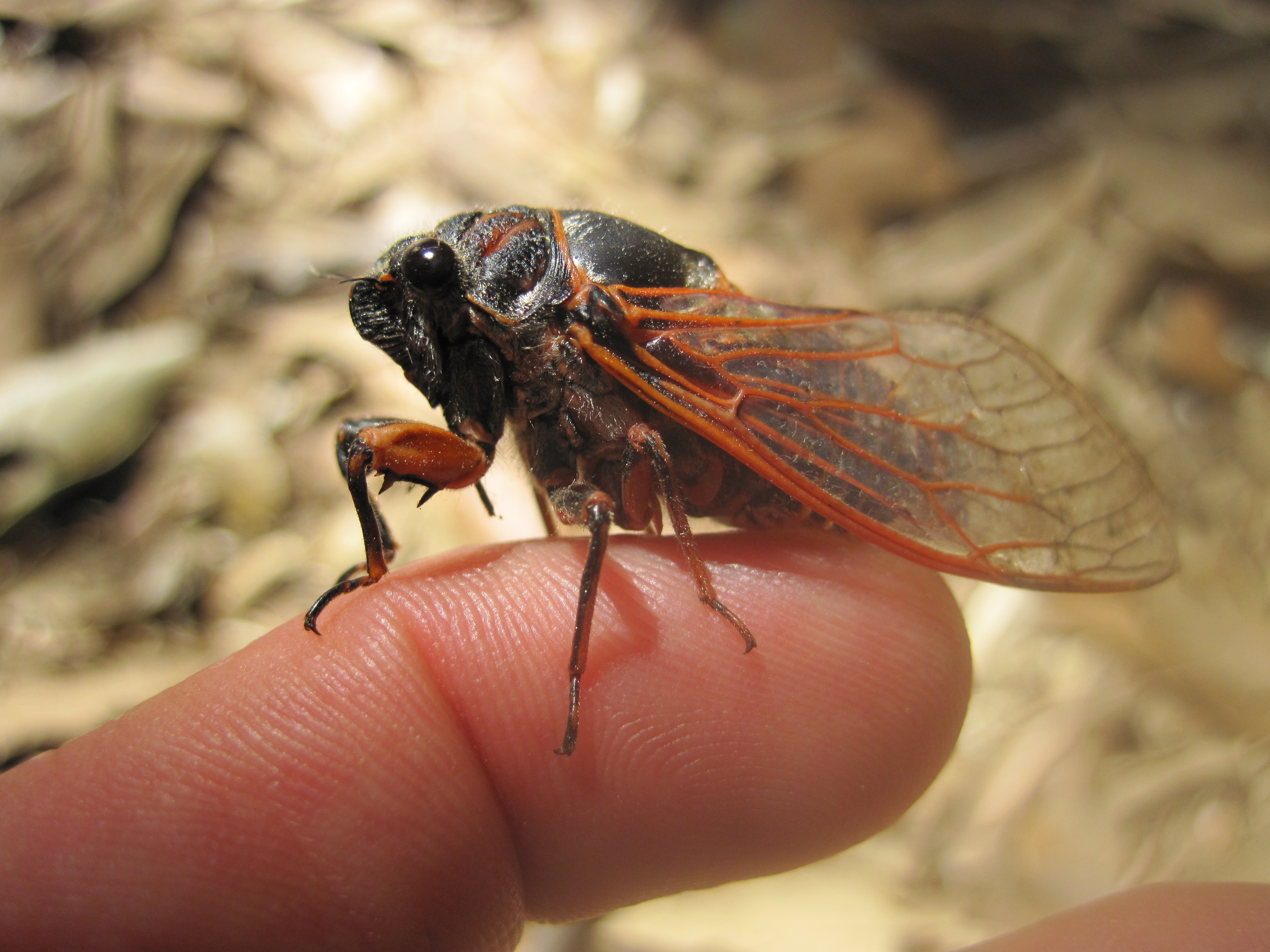
Tibicen haematodes vista di lato.
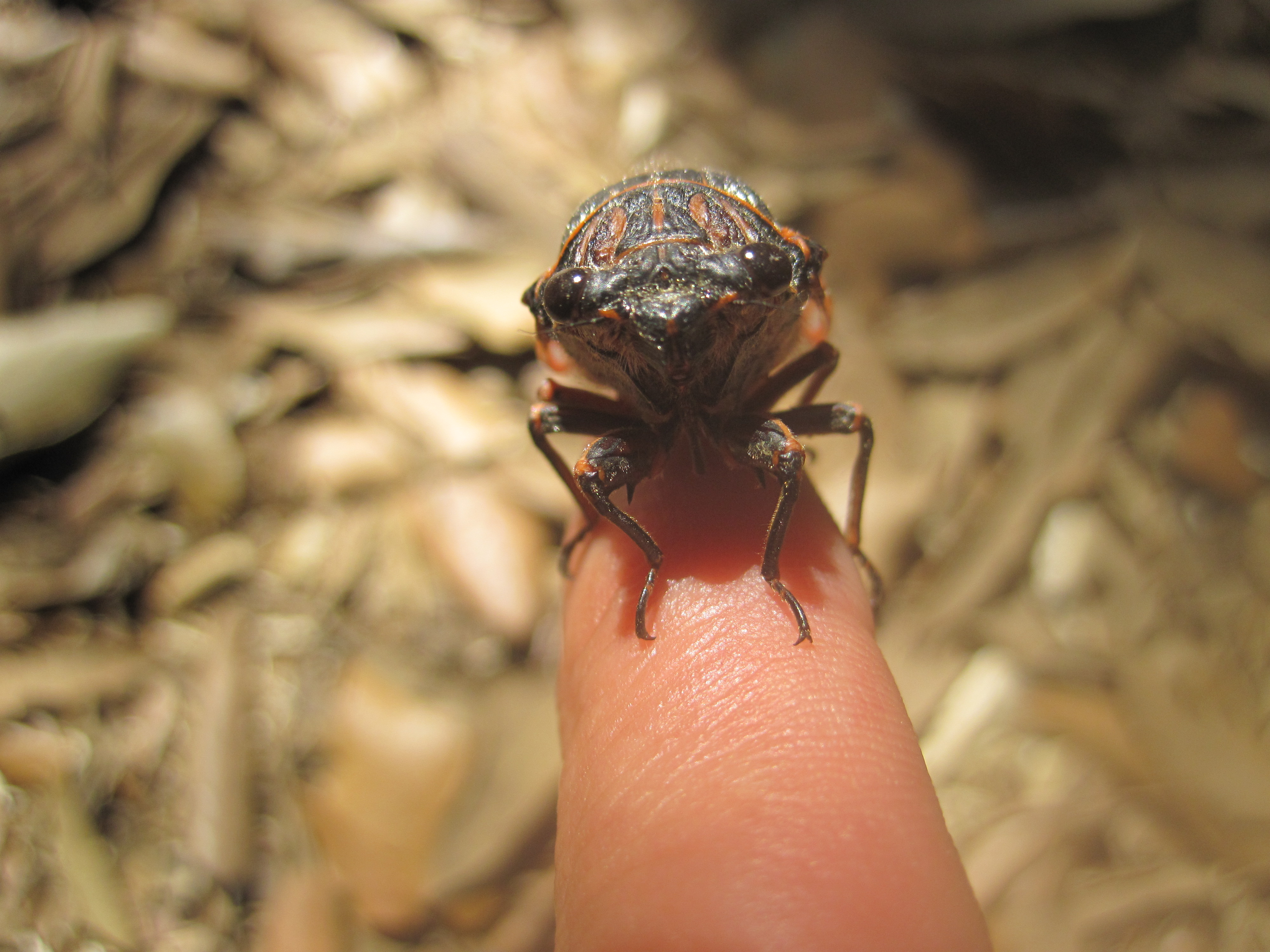
Tibicen haematodes vista di fronte.
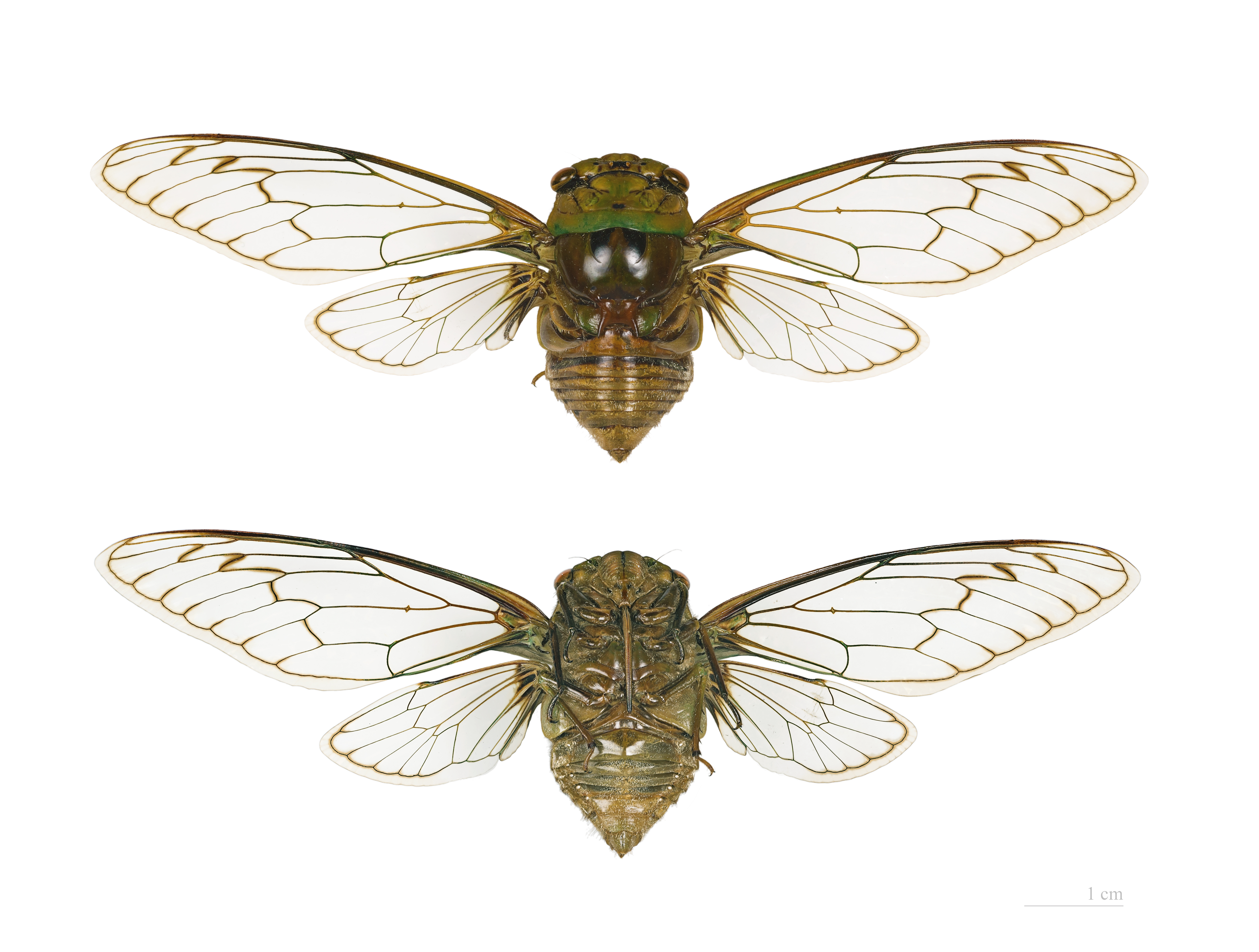
Fidicina mannifera Le due facce.
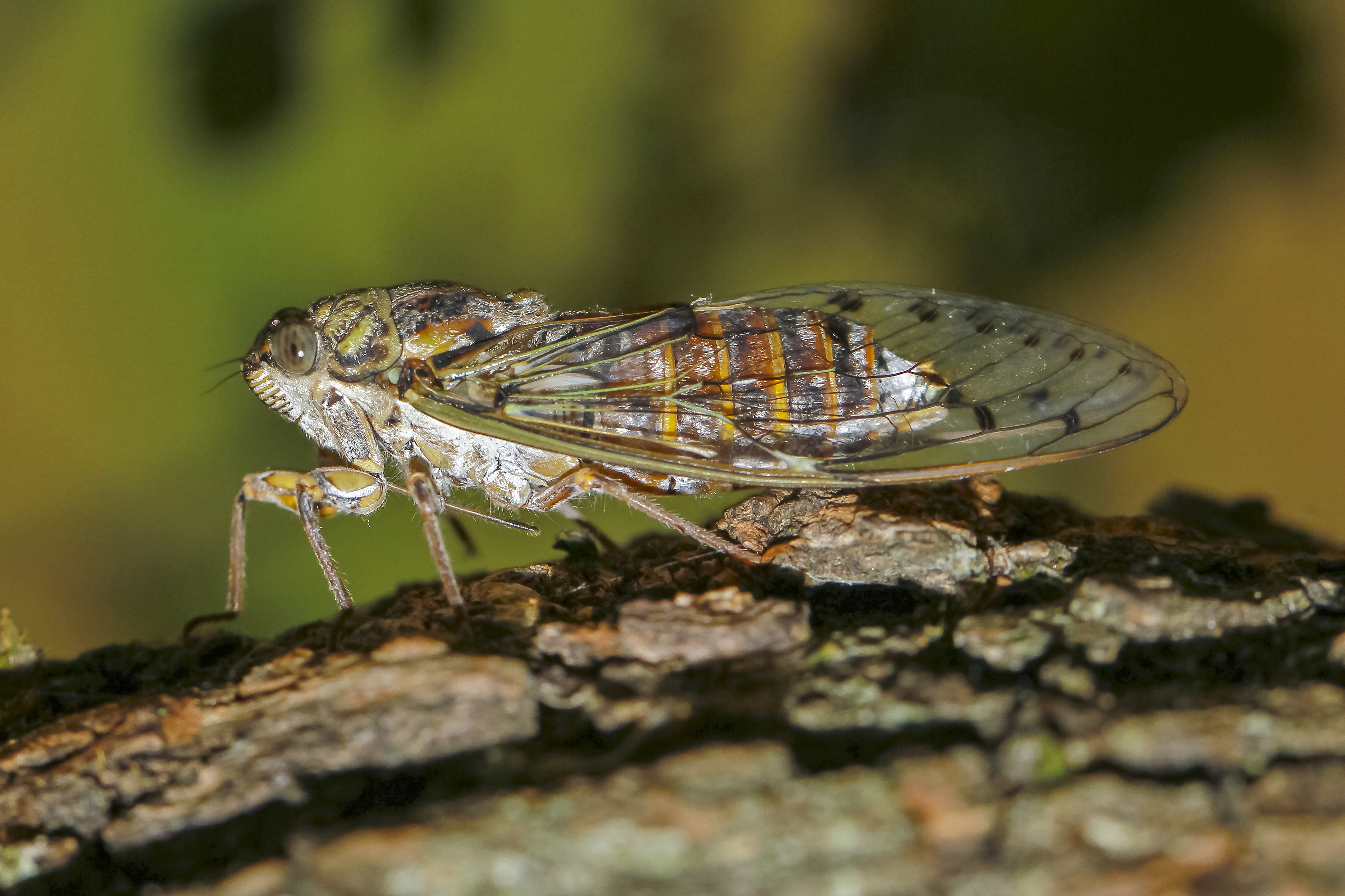
Cicada orni

## Caratteristiche del canto
Il periodo in cui risuona il canto delle cicale è l'estate. 
Alla cicala australiana spetta il titolo della più rumorosa, visto che riesce a emettere ben 100 decibel alla frequenza di 4,3 kHz; dato che le femmine riescono a percepire suoni già al di sopra dei 30 decibel, varie spiegazioni sono state addotte per giustificare questi suoni: è possibile che la femmina scelga il maschio in base anche alla intensità del suono, oppure che lo scopo sia quello di spaventare o stordire gli eventuali predatori, o invece che il territorio da coprire sia in effetti molto ampio. I due muscoli che con la loro contrazione iniziano la catena di eventi che produce l'impulso acustico, realizzano un suono avente una modulazione di 240 Hz. L'energia elastica rilasciata durante questi movimenti genera uno schiocco acustico, ma data la rapidità dei movimenti, lo schiocco si accoda ad un trenino di vibrazioni caratterizzate da una frequenza di 4,3 kHz. Lo schiocco realizza pressioni notevolissime, sfiorando i 160 decibel. La regione addominale, abitualmente, contiene una sacca aerea, oltre ad una coppia di timpani che fungono da casse armoniche, che collegano la sacca con l'esterno e riescono ad amplificare il suono di circa 20 volte. L'apparato addominale è adibito a correggere il sistema acustico per ottimizzare la qualità del suono.

## Distribuzione e habitat
Vivono in tutto il mondo, preferendo le regioni calde, in particolare le zone del Mediterraneo. Si adattano a qualunque tipo di albero ma preferiscono in particolare i pini e gli ulivi.

## Sistematica dei paleartici europei
Infraordine Cicadomorpha Evans, 1946
- Famiglia Cicadidae Latreille, 1804

- Sottofamiglia Tibiceninae Atkinson, 1886

- Tribu Tibicenini Distant, 1889

- Genere Tibicen Latreille, 1825

- Sottofamiglia Cicadinae Sahlberg, 1871

- Generi: Cicadatra Kolenati, 1857; Cicada Linnaeus, 1758.

## Cicale: miti e  letteratura
Per gli antichi Greci, le cicale erano figlie della Terra ma, secondo alcuni, la prima cicala fu il principe troiano Titone, trasformato da Zeus in tale insetto su richiesta di Eos, sua antica amante . Specialmente gli ateniesi le onoravano: Aristofane rammenta le cicale d'oro, ornamento per i capelli degli Ateniesi nobili all'epoca arcaica e nella celebrazione dei Misteri eleusini in onore di Demetra, era uso portare nei capelli una fibula a forma di cicala, così come durante la celebrazione dei misteri di Era a Samos. Platone, nel dialogo Fedro, espone il mito delle cicale, secondo cui esse sarebbero nate, per mano divina, dalla metamorfosi di antichi artisti, specie nel campo musicale e dell'eloquenza, che avevano smesso di mangiare e accoppiarsi per amore della propria disciplina. Secondo Orapollo la cicala simboleggiava l'iniziazione ai misteri, poiché essa, anziché cantare con la bocca come tutti, emette suoni dalla coda. La cicala era anche simbolo di purezza: seguendo un'errata credenza ripresa da Plinio il Vecchio si riteneva che le cicale si nutrissero di sola rugiada e ciò faceva sì che il loro corpo non contenesse sangue e non dovessero espellere escrementi, e di qui l'idea della purezza. Il fatto poi che la cicala viva una sola estate, ma le sue larve rinascano in quella successiva direttamente dalla terra, ne ha fatto l'emblema di una resurrezione a nuova vita dopo la morte persino presso i cinesi.
Le cicale nella cultura giapponese hanno un particolare rilievo.
Tra i poeti contemporanei, Giosuè Carducci ha elogiato questi insetti ne "Le risorse di San Miniato" e scherzosamente rimprovera Virgilio e Ludovico Ariosto per averle definite querule e noiose.
Ma la cicala ha anche una fama negativa, quella di vivere alla giornata cantando senza preoccuparsi del domani, assurgendo così a simbolo dell'imprevidenza. Esopo, nella sua notissima favola La cicala e la formica, narra che la cicala si fosse dilettata tutta l'estate a cantare senza preoccuparsi di provvedere ad immagazzinare cibo per l'inverno. Giunta la cattiva stagione, essa si rivolse alla previdente formica chiedendole aiuto: questa le chiese, di rimando, cosa avesse fatto tutta l'estate non avendo provveduto al cibo, al che la cicala rispose di aver sempre cantato; la formica, allora, replicò: «Allora adesso balla!».